# یواس‌اس کول (دی‌دی‌جی-۶۷)
یواس‌اس کول (دی‌دی‌جی-۶۷) (به انگلیسی: USS Cole (DDG-67)) یک کشتی است که طول آن ۵۰۵ فوت (۱۵۴ متر) می‌باشد. این کشتی در سال ۱۹۹۵ ساخته شد.